# Denis Bordat
Pour les articles homonymes, voir Bordat.
Denis Bordat (né le 10 juillet 1923 à Ivry-sur-Seine et mort le 14 août 2010 au Kremlin-Bicêtre) est un militant des Centre d'entraînement aux méthodes d'éducation active (CEMEA). Proche des fondateurs du mouvement, il en devient le Délégué général en 1969. Il s'intéresse aux arts dramatiques. Il publie des livres sur les marionnettes, le théâtre d'ombre, les CEMÉA, et joue un rôle important dans la création des revues des CEMÉA. Pour les militants son nom reste associé au discours prononcé au Congrès de 1971 à Orléans sur la politique et les CEMÉA.  

## Biographie
Son père, employé aux Forges d'Ivry, meurt alors qu'il n'a que quelques mois et sa mère est embauchée à son tour aux Forges. Elle confie souvent son fils à des amis anarcho-syndicalistes qui vont marquer son éducation. 
En 1944 il est instituteur. En 1945 il se marie avec Colette Vasselin.
En 1946 il est détaché de l'éducation nationale et devient instructeur permanent des CEMÉA. 
En 1969 il en est le Délégué général au niveau national.
Après le certificat d'études et le cours complémentaire, il s'inscrit au collège Turgot de Paris où Henri Laborde, un des fondateurs des CEMÉA, est son professeur pendant trois ans. Son influence est déterminante.

## La poésie
Ce professeur leur fait découvrir la poésie, en leur lisant notamment un poème hors programme, La Chanson du mal-aimé d'Apollinaire, et l'effet est tel que Denis Bordat publie 40 ans plus tard en 1983 un livre sur Apollinaire. 

## Le Théâtre national Populaire (TNP) et le Festival d'Avignon
Plus tard dans les années 50 et alors que Henri Laborde est devenu le délégué général des CEMÉA et a créé autour du TNP les Amis du théâtre populaire, Denis Bordat l'accompagne pour accueillir Bertolt Brecht qui venait pour la première fois à Paris, et dont l'œuvre en France n'était ni connue ni éditée. Le premier public de ses pièces Mère Courage et plus tard Arturo Ui, mises en scènes par Jean Vilar au Palais de Chaillot, sera largement constitué des anciens stagiaires. Ensuite Denis Bordat participe à la création en 1955 des Rencontres d'Avignon.

## Le marionnettiste
Denis Bordat a une passion pour les marionnettes et le théâtre d'ombre, entretenue par les collections traditionnelles qu'il constitue lors de ses voyages en Asie et Afrique surtout. Dès 1946 il publie Les Marionnettes, puis Marionnettes, Traditions et créations nouvelles en 1983, et Les théâtres d'ombres en 1997. Dans les stages de marionnettes, il fascine les stagiaires par ses capacités à jouer avec ses mains, son corps, sa voix, son silence .

## L’orateur, le politique et l'homme d'appareil
Parvenu au sommet de la hiérarchie en 1970, il prononce en 1971 au Congrès d'Orléans son discours sur les CEMÉA et la politique: 
« Utilisons bien nos outils et notre langage propres… Nous perdrons (nos) combats si, sur le plan pédagogique ou sur le plan politique, nous nous battons avec des outils qui ne sont pas les nôtres ».
À la même époque, il est appelé à la délégation de Paris Nord pour appuyer la décooptation de Boris Fraenkel, révolutionnaire et instructeur qui apportait dans les stages des documents sur Reich, et qui avait été mis en résidence surveillée par le gouvernement Pompidou en 1969. Il apparaît alors comme l'archétype de l'homme d'appareil à de nombreux jeunes militants qui envisagent de quitter le mouvement. 

## Aux CEMÉA
En 1941 il suit son stage de formation de moniteur de colonie de vacances.
En 1944 il participe à l'Assemblée générale de refondation des CEMÉA qui avaient été dissous quelques mois avant à la demande de la milice.
En 1946 il devient instructeur permanent des CEMÉA.
En 1949 il participe à la création des éditions du Scarabée, où il publie son premier livre sur les marionnettes.
Il tient un rôle important dans les liens qui se tissent entre Jean Vilar, le Festival d'Avignon et les CEMÉA, et qui se concrétisent en 1955 par l'organisation des Rencontres internationales de jeunes qui accueillent les jeunes au Festival d'Avignon.
En 1967, à la mort de Henri Laborde Délégué général des CEMÉA, Gisèle de Failly fondatrice du mouvement prend brièvement le relais jusqu'en 1969, date à laquelle Denis Bordat, alors chargé des relations extérieures, lui succède, et il est lui-même relayé aux relations extérieures par Albert Varier. Il est réélu Délégué générale de 1974 à 1979.
Il meurt le 14 août 2010 au Kremlin Bicêtre. 

## Œuvres
- Denis Bordat, Masques de papier- jeux dramatiques pour l'enfance, Ceméa, collection Arc tendu, 1946, 32 pages.
- Denis Bordat et Pierre Rose, Les Marionnettes, Éditions du Scarabée, 1949, 48 pages.
- Les CEMÉA qu'est-ce que c'est ? Maspero, 1976, 412 pages  (ISBN 2-7071-0805-7)
- Denis Bordat et Bernard Veck, Aux marges de l'école, Hachette littérature, collection l'Échappée belle, 1980.
- Denis Bordat et Bernard Veck, Apollinaire, Hachette, 1983, 308 pages  (ISBN 2010082257).
- Denis Bordat, Marionnettes, Traditions et créations nouvelles, dessins et mise en pages de Robert Lelarge, Éditions du Scarabée, collection l'Agir, 1983, 127 pages  (ISBN 2714500439)
- Denis Bordat, Francis Boucrot, Les théâtres d'ombres, Histoire et techniques, l'Arche, 1997, 203 pages  (ISBN 978-2-85181-193-6)